# 波斯公主木乃伊
波斯公主（Persian Princess），或波斯木乃伊（Persian Mummy），是一个于2000年10月在巴基斯坦俾路支省发现的所谓波斯公主的木乃伊。在经过大规模报导和更深入的科学研究之后，该木乃伊被证实为造假，并且很有可能是有受害者被谋杀。

## 发现
这具木乃伊于2000年10月19日被发现。巴基斯坦政府注意到一盘由阿里·阿克巴（Ali Aqbar）录制的录像带，在这盘录像带里，他宣称将要出售一具木乃伊。在警方的盘问下，阿克巴供出了木乃伊的位置：位于俾路支省卡兰县卡兰小镇（在与阿富汗接壤处）一位名叫瓦里·穆罕默德·瑞奇（Wali Mohammed Reeki）的部落酋长的家中。瑞奇宣称该木乃伊系自伊朗人Sharif Shah Bakhi处购得，而Bakhi是在奎达地震之后发现该木乃伊的。这具木乃伊在黑市上标价600万卢比，相当于1100万美元。瑞奇与阿克巴被控以违反巴基斯坦文物保护法，最高可能被判入狱十年。

## 鉴定
在10月26日举行的新闻发布会上，来自伊斯兰堡古艾德-阿赞姆大学的考古学家艾哈曼德·哈桑·达尼宣称这具木乃伊可能来自于公元前600年左右的一位公主。这具木乃伊以古埃及方式包裹，放置于一个石棺中，石棺外贴着金箔、写有楔形文字的木质棺材。木质棺材上雕刻着巨大的祆教法拉瓦哈（faravahar）图案。木乃伊被浸泡在石蜡和蜂蜜的混合液中，由石板覆盖，前额戴着金质王冠。木乃伊胸部金盘的铭文记载，她是一位名叫Rhodugune不知名人士，是波斯国王薛西斯一世的女儿。
考古学家们推测她可能是一位嫁给波斯王子的埃及公主，或者是居鲁士大帝的一个女儿。然而将尸体制成木乃伊是古埃及的专利，此前未曾发现波斯的任何一具木乃伊。

## 所有权
不久，伊朗政府与巴基斯坦政府便开始争夺这具木乃伊的所有权。伊朗文化遗产、手工艺与观光组织宣称她是波斯王族成员，并要求归还木乃伊。巴基斯坦文物部门则认为木乃伊是在巴基斯坦境内发现的，因此属于巴基斯坦。阿富汗塔利班政权亦宣称拥有所有权。奎达的居民则要求警方归还木乃伊。
2000年11月，这具木乃伊被放置在卡拉奇的巴基斯坦国家博物馆展出。

## 怀疑
波斯公主木乃伊的新闻促使美国考古学家奥斯卡·怀特·穆斯卡勒拉（Oscar White Muscarella）于此前的3月前来，近距离地拍摄这具木乃伊。一位名叫Amanollah Riggi的中年男子，代表一位巴基斯坦匿名古董商，接近穆斯卡勒拉并告诉他，这具木乃伊是由一个祆教家庭带到巴基斯坦的。古董商根据胸前金盘上的楔形文字判断，这具木乃伊是薛西斯的一个女儿。
楔形文字中包含了一段由伊朗西部的贝希斯敦铭文写成的文字，贝希斯敦铭文则是薛西斯的父亲大流士一世时代创造的。当对古董商送来的木棺样本进行放射性年代测试的时候，发现这具木棺的年代距今只有大约250年。穆斯卡勒拉怀疑这是个文物造假案，断绝了与他们的联系，并通过FBI向国际刑警组织报告了此事。
伊斯兰堡的亚洲文明研究学会负责人达尼教授经过研究，发现木乃伊的年代比木棺的年代还要晚。木乃伊下方垫子的年代距当时只有五年。达尼联系了巴基斯坦国家博物馆馆长阿斯玛·易卜拉欣，让她进行深入调查。在这次调查之中，伊朗政府和阿富汗塔利班政权仍旧重申对木乃伊的所有权。塔利班政权宣布他们逮捕了将木乃伊走私出境的犯罪分子。
胸前金盘上的文字并不符合波斯文的正确语法。造假者没有使用波斯式的女子名字Wardegauna，而是使用了希腊式的Rhodugune。卡拉奇的阿迦汗大学医院对木乃伊进行X光测试后发现，这具木乃伊并非按照古埃及木乃伊制作方法进行制作的：例如，古埃及木乃伊的心脏仍留在胸腔内的左侧，而这具木乃伊的心脏则同其他内脏器官一起被移去。此外，筋腱经过数个世纪的岁月洗礼本应全部腐烂，然而这具木乃伊的筋腱却完好无损。
易卜拉欣于2001年4月17日发表了其调查报告。在这份报告里，她认为所谓的波斯公主木乃伊，实际上是一位年龄大约21至25岁之间的女子。此人大约死于1996年左右，可能是被钝器撞擊致死。死后她的牙齿被拔掉，且其髋关节、骨盆和脊椎骨被折断。警方开始调查这起谋杀案，并在俾路支省逮捕了不少嫌疑人。

## 最终命运
艾德西基金会暂时认领了这具木乃伊。2005年8月5日，曾传出被下葬的错误报导。
巴基斯坦政府始终未给予答复。在经过了多年毫无结果的等待之后，艾德西基金会最终于2008年上半年将这具木乃伊以伊斯兰教传统方式进行埋葬。

## 脚注
1. 1 2 3 4 5 6  Romey, Kristin M.; Rose, Mark. . Archaeology (Archaeological Institute of America). 2001, (54(1))  [2021-08-31]. （原始内容存档于2021-08-27）.
2. 1 2 3  . www.bbc.co.uk.   [2021-08-31]. （原始内容存档于2019-03-02）.
3. ↑  . 2005-08-05  [2021-08-31]. （原始内容存档于2021-01-26） （英国英语）.
4. ↑  . Pakistan Press Foundation (PPF). 2008-12-31  [2021-08-31]. （原始内容存档于2014-10-21）.